# Rosenthaler Platz (métro de Berlin)
Pour la place, voir Rosenthaler Platz.
Rosenthaler Platz est une station du métro de Berlin à Berlin-Mitte, desservie par la ligne U8. Elle est enterrée quelque sept mètres sous la Brunnenstraße et la Rosenthaler Platz.

## Histoire
La station a été mise en service le 18 avril 1930 et a été mise hors service entre le 13 août 1961 et le 22 décembre 1989 du fait de la partition de Berlin. Le quai central fait 8 mètres de large, 130 mètres de long et les murs sont dallés orange.